# Радістю перейдемо безодні
Радістю перейдемо безодні – науково-фантастична повість-феєрія українського письменника Олеся Бердника, написана у 1964 році. 

## Сюжет
Молода шкільна вчителька Таня Владна бачить дивний сон про двобій її коханого Павла та хижого птаха, який напав на її рідне село. Павло виходить переможцем та каже, щоб вона більше не хвилювалася. 
Таня прокидається і розуміє, що це лише сон, а в житті Павло загинув у катастрофі космічного корабля біля поверхні Марса.
Із звісткою про смерть Павла, вона ніби втратила сенс життя, декілька днів не виходила з дому, але зрозуміла, що попри все, життя продовжується.
Таня йде на роботу до школи і розповідає учням про нездоланність радості, сенс життя, про необхідність бути корисним людям та світу. І в цей час один з учнів повідомляє, що космонавт Павло Коваль живий та повертається з Марса на Землю. Таня, затамувавши подих, дивиться цю новину у телевізорі.
Тим часом космонавт Павло Коваль спілкується з Президентом Академії, Конструктором та особами, які відповідають за організацію космічних польотів. При обстеженні ракети, на якій Павло повернувся на Землю, виявилося, що вона зберегла лише зовнішні форми: панелі керування, аеродинамічні прилади, двигуни – дещо змінені, за словами фахівців, на краще, а колір ракети набув фіолетового відтінку. Всі розуміють, що це могли зробити тільки високорозвинені істоти. Павло також розповідає, що втратив керування ракетою та катастрофа була неминучою, він навіть відчув її, та виявився живим і здоровим на поверхні Марса. 
Дослідивши Марс, Павло знайшов залишки високорозвиненої цивілізації при відсутності живих істот. Також він з’ясував, що Марс є єдиним організмом; рослини на його поверхні під’єднанні до загальної системи постачання, а супутники Фобос і Деймос мають штучне походження. 
Після бесіди і необхідних обстежень, Павло їде у рідне село Млинівку, відвідує матір та одружується із Танею. Він розповідає їй про свою подорож та виказує розуміння єдності Всесвіту. «Радістю перейдемо безодні», - каже Павло Тані. Саме цю фразу він казав їй і в її сні, коли переміг хижого птаха. 
Але Павло не планує затримуватись на Землі, він хоче знову летіти на Марс та продовжити дослідження.
В новій експедиції, на супутнику Марса Фобосі, він зустрічається із представником марсіанської цивілізації, який розповідає йому величну і трагічну історію Червоної планети та зауважує, щоб люди не забували про єдність та гармонію з Природою.

## Цікаві факти
За словами Максима Стріхи, члена Асоціації українських письменників: «…в творах Бердника, присвячених начебто…зоряним подорожам…присутні українці. Вони є героями його оповідей». 